# パナマの鉄道

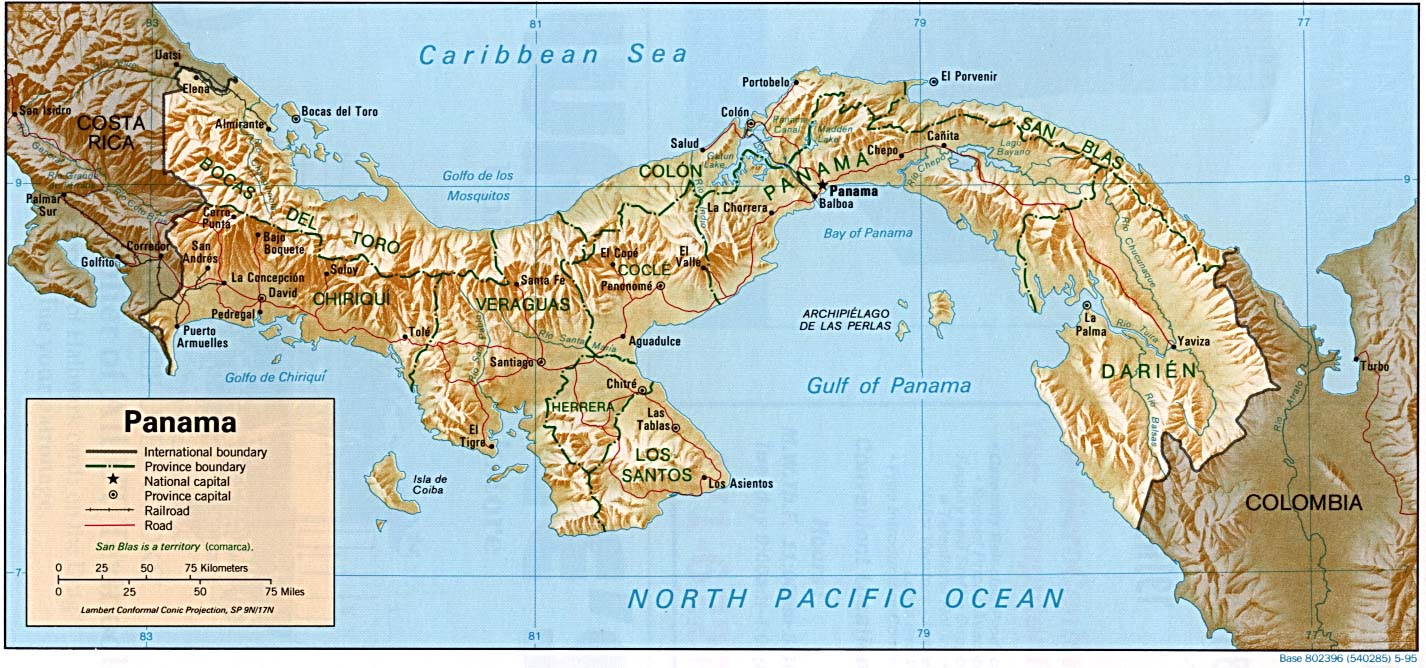
パナマの地図。鉄道路線が描かれている。

パナマの鉄道では、パナマにおける鉄道について記述する。
2010年時点でパナマで現役の鉄道は、Panama Canal Railway Company（PCRC、パナマ運河鉄道、世界最古の大陸横断鉄道であるパナマ鉄道の後身）のみである。この鉄道は首都パナマ市とカリブ海の港町コロン区間で、乗客と貨物の輸送を行っている。歴史的にはかつて、チリキ県にFerrocarril de Chiriquí（チリキ鉄道）が存在していた。しかし、チリキ鉄道は20世紀後半に廃止されてしまっている。

## パナマ運河鉄道

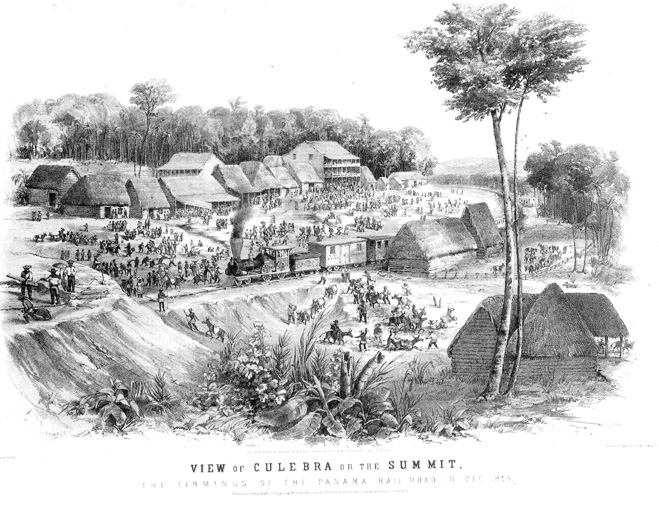
1854年のパナマ鉄道

19世紀前半において、パナマ地峡を横断する旅は危険かつ困難なものであった。米墨戦争の結果、アメリカ合衆国がカリフォルニア州を獲得して以降、より確実な大洋間の連絡手段を求める声が強まっていった。大陸横断鉄道の建設は1850年に始まり、1855年1月28日、両大洋岸を結ぶ最初の鉄道が開通した。しかし、鉄道建設によって工事労働者におそらく1万2000人を超える死者を出したとされている。

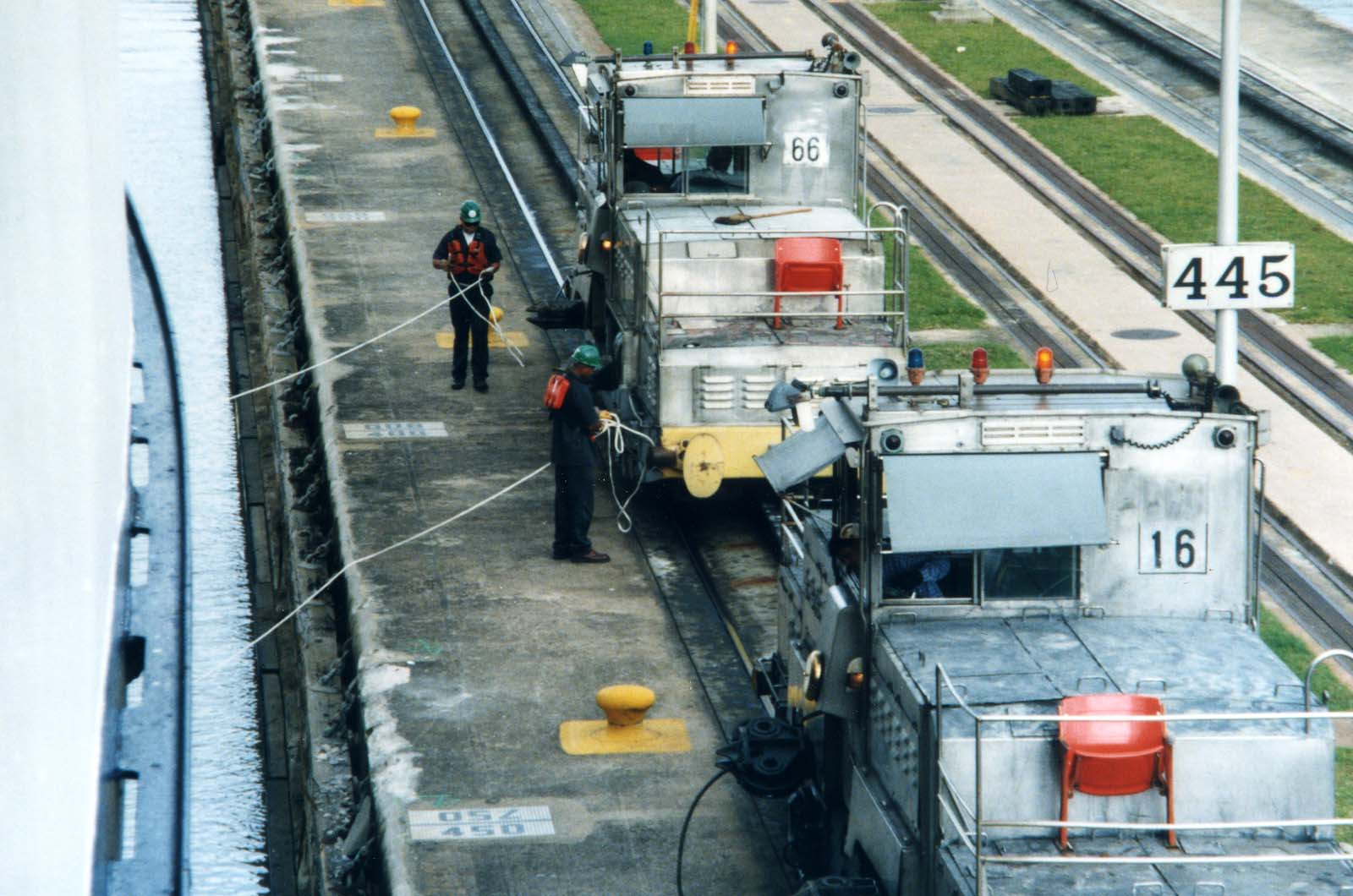
パナマ運河の船舶牽引車両

鉄道はパナマ運河建設に大きく寄与した。鉄道と運河は極めて近くを並走し、線路の一部は運河建設のために接収、またルート変更が行われた。鉄道会社にもかなりの資金補強がなされた。パナマ運河に並走する再構築・改善されたパナマ鉄道の工事は、1912年に完了した。
1979年、アメリカ合衆国政府からパナマ政府にパナマ鉄道が譲渡された。1998年6月19日、パナマ政府はパナマ鉄道を民間企業のPanama Canal Railway Company （PCRC、パナマ運河鉄道）に譲り渡した。パナマ鉄道は当初軌間5フィート（1,524mm）の軌道であったが、2000年に再敷設が行われ、軌間4フィート8インチ半（1,435mm）の標準軌に置き換えられた。
2010年時点で、パナマ運河鉄道はパナマ市からコロンまでの区間で旅客と貨物の輸送を行っている。

## チリキ鉄道
19世紀終わり、パナマ政府はさらなる鉄道建設の可能性を検討した。1910年にパナマ鉄道は、パナマ市からチリキ県のダビッドを結ぶ区間、及びコクレ県のアントンとロス・サントス県へと向かう支線の建設費用の見積もりを政府から依頼された。しかし、概算された費用があまりにも高額であったことから、政府はチリキ県内のみに新たな鉄道を建設する判断を下した。1914年にそれぞれチリキ県内の、ダビッド・ボケーテ・コンセプシオンを結ぶ区間、ドレーガとポトレリージョスを結ぶ支線、ペドレガール港の短距離鉄道を建設する契約が締結された。1916年4月23日、ダビッドからボケーテまでの区間が開通した。
Edwards Rail Car companyは、日付の記されていない受領書の中で、おそらく1920年代頃、チリキ鉄道へ鉄道車両を3両引き渡したと報告している。
1930年代と1940年代において、チリキ鉄道はパナマ国内でバナナ栽培と不動産管理を行っていたChiriquí Land Co.（チリキ・ランド・カンパニー、ユナイテッド・フルーツ社の関連会社）と接続していたと言及されている。チリキ・ランド・カンパニーではゼネラル・エレクトリック社の機関車が使用されていた。
1974年以降、チリキ鉄道のインフラ設備は公共事業省（MOP、Ministerio de Obras Públicas）に移管された。そして、20世紀末になるとほとんどの運行は停止されてしまった。21世紀に入ると一部廃止された区間の鉄道橋は農村地帯の橋梁の建設に再利用された。

## 都市鉄道
- パナマメトロ

## 隣接国との鉄道接続状況
- コスタリカ - 接続なし
- コロンビア - 接続なし - (ダリエン ギャップ)